# Tall-e Jangī
Tall-e Jangī (persiska: تل جنگی) är en kulle i Iran.   Den ligger i provinsen Fars, i den centrala delen av landet, 800 km söder om huvudstaden Teheran. Toppen på Tall-e Jangī är 79 meter över havet.
Terrängen runt Tall-e Jangī är kuperad österut, men västerut är den platt. Runt Tall-e Jangī är det ganska glesbefolkat, med 24 invånare per kvadratkilometer. Trakten runt Tall-e Jangī är ofruktbar med lite eller ingen växtlighet.